# Gorenja Podgora
Gorenja Podgora – wieś w Słowenii, w gminie Črnomelj. W 2018 roku liczyła 24 mieszkańców.